# Wrotnów
Wrotnów – wieś w Polsce położona w województwie mazowieckim, w powiecie węgrowskim, w gminie Miedzna. Ma status sołectwa. W latach 1975–1998 miejscowość administracyjnie należała do województwa siedleckiego.
Wierni Kościoła rzymskokatolickiego należą do parafii Zwiastowania Najświętszej Maryi Panny w Miedznie.

## Historia
Wieś Wrotnów była początkowo własnością rodziny o przydomku Dysz (Dyss), którzy posiadali równocześnie wieś Dybów. W 1466 r. król Kazimierz Jagiellończyk potwierdził braciom Mikołajowi i Maciejowi Dyszom posiadanie po przodkach wsi Dybowo oraz Wrotnowo. Dokument został wpisany do ksiąg ziemskich drohickich w 1543 r. Jednocześnie dołączono do akt genealogię Dybowskich – potomków Mikołaja i Macieja. Dybowscy posiadali  wieś Wrotnów, jednak część tej wsi mieli również Pogorzelscy z Pogorzeli. W 1528 roku na popis wojenny Województwa Podlaskiego dziedzice z Dybowa i Wrotnowa wystawili 7 koni, co było liczbą znaczną, świadczącą o ich znaczeniu.
Wieś Wrotnowo posiadała w 1673 roku podkomorzyna koronna Konstancja Butlerowa, Wrotnowo leżało na ziemi drohickiej województwa podlaskiego w 1795 roku.
W miejscowości przestała funkcjonować szkoła podstawowa. Nadal funkcjonuje placówka OSP.